# رتبه‌بندی سایمگو
نظام رتبه‌بندی سایمگو یا رتبه‌بندی SCImago توسط گروه پژوهشی به همین نام در دانشگاه گرانادا در اسپانیا انجام می‌شود که براساس تعداد مقالات علمی موسسات آموزش عالی کشورهای مختلف موجود در بانک اطلاعاتی اسکوپوس آن‌ها را ارزیابی و رتبه‌بندی می‌کند. این رتبه‌بندی یکی از جدیدترین و جامع‌ترین نظام‌های رتبه‌بندی پژوهشی دانشگاه‌ها و موسسات پژوهش‌محور در جهان است. اخیراً این نظام رتبه‌بندی دو شاخص جدید عملکردی (نمایه تخصصی و میزان تعالی) را به چهار شاخص قبلی برای ارزیابی دستاوردهای پژوهشی دانشگاه‌ها افزوده‌است.

خصوصیات بارز این رتبه‌بندی عبارتند از:
- تأکید بر فراگیری در سراسر جهان: در این نظام از دانشگاه‌ها و سایر سازمان‌های پژوهش محور در اندازه‌های مختلف و با مأموریت‌های مختلف متعلق به پنج قاره جهان استقبال می‌شود.
- مشتری مداری: این برنامه به کاربران اجازه می‌دهد تا رتبه‌بندی خود را بر اساس فیلتر کردن و ترکیب موارد تهیه شده طراحی کنند. همچنین با اندازه‌گیری یا مقایسه موسسات بر اساس نیاز، فرایندهای ارزیابی کاربران، امکان تصمیم‌گیری در ابعاد مختلف پژوهشی را فراهم می‌سازد.
- جامعیت اطلاعات: در این نظام با استفاده از بزرگترین بانک اطلاعات علمی یعنی بانک اسکوپوس، به نتایج قابل اعتماد، دقیق و جامعی دسترسی خواهیم داشت.[۱]

## رتبه‌بندی مجلات سایمگو
رتبه‌بندی مجلات سایمگو شاخص اندازه‌گیری از نفوذ علمی از مجلات علمی است که تعداد استنادهای دریافت شده توسط یک مجله و اهمیت یا اعتبار از مجلات که چنین استنادهای از آن آمده‌است. شاخص SJR، که توسط الگوریتم رتبه الهام گرفته شده، توسعه داده شده‌است تا در شبکه‌های بسیار بزرگ و ناهمگن شبکه‌های استناد مجله استناد مورد استفاده قرار گیرد. این یک شاخص اندازه مستقل و ارزش‌های آن مجلات سفارش «پرستیژ به‌طور متوسط در هر مقاله» خود است و می‌تواند برای مقایسه مجله در فرایندهای ارزیابی علم استفاده شود.
شاخص SJR متریک مجله دسترسی باز است که با استفاده از یک الگوریتم شبیه به رتبه و جایگزین بنام عامل تأثیر (IF) استفاده می‌کند.

## شاخص‌های مورد استفاده در سایمگو
- اس. جِی. آر: (SJR)

این شاخص که سنجه‌ای برای تعیین تأثیر، نفوذ، اعتبار و شهرت یک نشریه می‌باشد، نشان می‌دهد که در سال منتخب، به‌طور متوسط چه تعداد استناد وزن دار به مدارک منتشر شده سه سال گذشته در نشریه مورد نظر صورت گرفته‌است. این بدان معنی است که در سال Xچه تعداد استناد وزن‌دار به مدارک منتشر شده در نشریه مورد نظر در سال‌های X1، X2و X3 داده شده‌است.
- اچ ایندکس: (H-Index)

اچ ایندکس نشان دهنده آن تعداد از مقالات نشریه است (h) که حداقل تعداد h استناد را دریافت داشته‌اند. این شاخص هم بازده علمی نشریه و هم تأثیر علمی آن را مشخص کرده و برای دانشمندان، کشورها و غیره نیز قابل اعمال است.
- تعداد کل مدارک (در سال مورد نظر): Total Docs(year)

کلیه مدارک بازیابی شده را در زمان انتخاب شده شامل می‌شود. در اینجا، تمامی انواع مدارک اعم از قابل استناد یا غیرقابل استناد در نظر گرفته می‌شوند.
- تعداد کل استنادها) دوره سه ساله): (3 years) Total Docs

منظور این است که در سال منتخب، چه تعداد استناد توسط مدارک منتشر شده در یک نشریه در سه سال گذشته دریافت شده‌است. این بدان معنی است که در سال X چه تعداد استناد توسط مدارک منتشر شده، در سال‌های X1، X2 و X3 دریافت شده‌است. در این قسمت همه انواع مدارک لحاظ می‌گردند.
- مدارک قابل استناد) دوره سه ساله) Total Cites (3years)

منظور، آن تعداد از مدارک منتشر شده توسط یک نشریه در سه سال گذشته‌است که قابل استناد می‌باشند) مدارک مربوط به سال منتخب لحاظ نمی‌شوند). مدارک قابل استناد شامل مقالات، نقدها و مقالات کنفرانس‌ها می‌باشند.
- تعداد استنادها به ازای هر مدرک) دوره دو ساله(:Cites / Doc. (2years))

منظور، میانگین تعداد استنادها به هر مدرک در یک دوره دو ساله می‌باشد. این شاخص با در نظر گرفتن تعداد استنادهای تعلق یافته در سال جاری به مدارک منتشر شده یک نشریه در دو سال گذشته محاسبه می‌گردد. این به معنی استنادهای صورت گرفته در سال X به مدارک منتشر شده در سال‌های X1و X2 می‌باشد. این سنجه به‌طور وسیعی به عنوان شاخص تأثیر مورد استفاده قرار می‌گیرد.
- تعداد کل مدارک (دوره سه ساله): Total Docs(3 years)

منظور تعداد کل مدارک منتشر شده در سه سال گذشته می‌باشد) مدارک سال انتخاب شده لحاظ نمی‌گردند. این مطلب بدان معنی است که زمانی که سال X انتخاب می‌شود، مدارک مربوط به سال‌های X1، X2و X3 لحاظ می‌گردند. تمامی انواع مدارک اعم از قابل استناد یا غیرقابل استناد در نظر گرفته می‌شوند.
- تعداد کل منابع: (Total Refs)

این شاخص کلیه منابع کتابشناختی در یک نشریه در دوره زمانی انتخاب شده را شامل می‌شود.
- تعداد منابع به ازای هر مدرک: (Ref/ Doc)

میانگین تعداد منابع به ازای هر مدرک را در سال انتخاب شده نشان می‌دهد.

## محاسبات
محاسبه شاخص SJR با استفاده از یک الگوریتم تکرار شونده که ارزش پرستیژ توزیع در میان مجلات تا یک راه حل حالت پایدار رسیده‌است انجام می‌شود. الگوریتم SJR با تنظیم مقدار یکسان از اعتبار به هر یک از مجله، و سپس با استفاده از یک روش تکرار شونده آغاز می‌شود، این اعتبار در روند توزیع می‌شود که در آن مجلات اعتبار به دست آمده خود را از طریق استناد بدست آورده‌اند. این فرایند تا آن زمان که تفاوت بین ارزش اعتبار مجله در تکرار متوالی حداقل یک مقدار آستانه رسیدن به هیچ، به پایان می‌رسد. این فرایند در دو مرحله توسعه، الف) محاسبه پرستیژ SJR (PSJR) برای هر مجله: اندازه‌گیری وابسته به اندازه است که تمام پرستیژ مجله را منعکس می‌کنند، و ب) اندازگیری عادی است و از این اندازه‌گیری برای رسیدن به یک اندازه‌ای مستقل از اندازه‌گیری از قدر و منزلت، استفاده می‌شود.